# Plaza de la Revolución
Plaza de la Revolución è un municipio della capitale cubana dell'Avana.

## Storia
Costruita ai tempi di Fulgencio Batista e inizialmente conosciuta come "Piazza Civica", acquista fama internazionale con la Rivoluzione cubana. La costruzione della piazza e del memoriale a José Martí furono completate nel 1959 (anno della salita al potere di Fidel Castro). In questa vasta piazza si può trovare il memorial a José Martí e, di fronte, il ministero degli interni con l'immagine famosa di Che Guevara di Korda, scolpita da Enrique Ávila e, in un edificio vicino, la scultura con il volto di Camilo Cienfuegos.

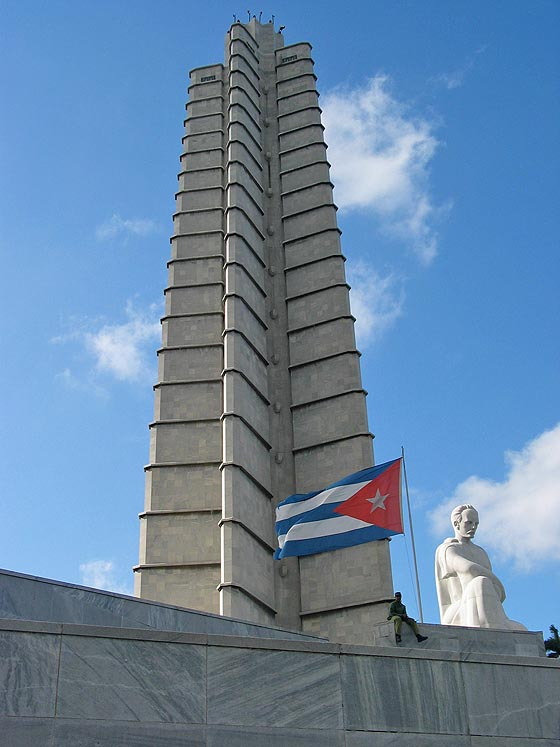
Plaza de la Revolución e il Memoriale José Martí

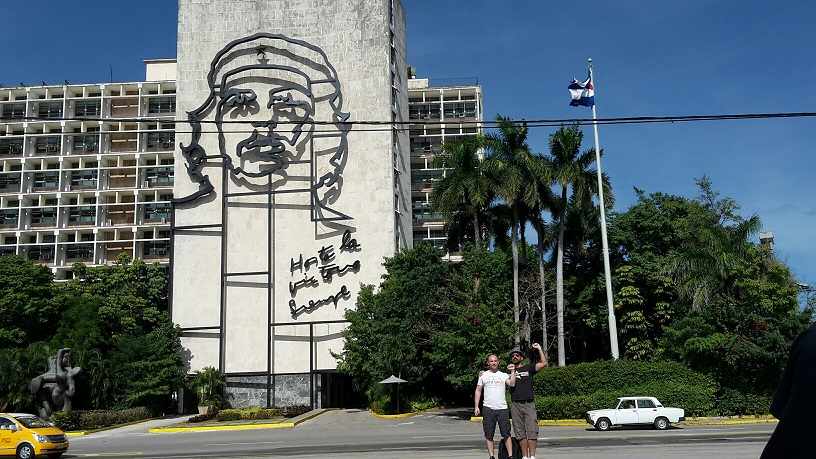
Il Ministero degli Interni con la sagoma del "Che", scolpita da Enrique Ávila

Plaza de la Revolución è al trentunesimo posto nella lista delle piazze cittadine più grandi del mondo, misurando 72,000 metri quadrati.
Dal punto di vista storico la sua rilevanza è dovuta allo svolgersi in essa di raduni e comizi politici da parte di Fidel Castro e di altre importanti figure politiche del Partito. A partire dal 1959, ogni anno, Fidel Castro arringava una folla di oltre un milione di persone in varie ricorrenze importanti del regime, come il 1º maggio e il 26 luglio. Giovanni Paolo II, durante la sua prima visita a L'Avana nel 1998, e anche Papa Francesco nel 2015, accolsero i fedeli in questa piazza celebrandovi una messa.
Plaza de la Revolución è dominata dal Memoriale José Martí, alto 109 metri. La biblioteca nazionale, molti ministeri governativi, ed altri importanti edifici hanno sede nella piazza. Situato dietro il memoriale sorge il Palazzo della Rivoluzione, sede del governo di Cuba e del Partito Comunista cubano. Dal lato opposto al memoriale ci sono gli uffici del Ministero degli Interni e delle Comunicazioni, sulle cui facciate sono poste le famose gigantografie in metallo di due famosi defunti eroi della rivoluzione cubana: Che Guevara, con la scritta Hasta la victoria siempre e Camilo Cienfuegos, con la citazione "Vas bien, Fidel". Inoltre, nella piazza o nei dintorni della stessa, sono presenti altre istituzioni culturali.
Il 29 novembre 2016, dopo la morte di Fidel Castro avvenuta il 25 novembre, nella piazza si è tenuto un massiccio raduno di persone cubane e straniere, presieduto da Raúl Castro insieme a importanti capi di stato del mondo come Jacob Zuma, Evo Morales, Nicolás Maduro, Alexīs Tsipras, Rafael Correa, Roosevelt Skerrit, Salvador Sánchez Cerén, Daniel Ortega, Danilo Medina, Enrique Peña Nieto, Juan Carlos Varela, Hage Geingob, Abdelmalek Sellal ed altri alti rappresentanti di Vietnam, Cina, Russia, Iran, Qatar e Spagna hanno onorato il defunto Líder Máximo con una serie di interventi durati circa quattro ore, il giorno dopo, dalla piazza stessa è partito il corteo diretto al Cimitero di Santa Ifigenia a Santiago de Cuba, dove sono state inumate le ceneri di Fidel. Il corteo funebre ha percorso al contrario il medesimo viaggio di 900 km fatto da Castro e dai rivoluzionari nel gennaio 1959.